# Округ Насо (Флорида)
Насо (енгл. Nassau County) је округ у америчкој савезној држави Флорида. По попису из 2010. године број становника је 73.314.

## Демографија
Према попису становништва из 2010. у округу је живело 73.314 становника, што је 15.651 (27,1%) становника више него 2000. године.
| Група             | 2000.          | 2010.          |
| Белци             | 51.323 (89,0%) | 64.410 (87,9%) |
| Афроамериканци    | 4.465 (7,7%)   | 4.668 (6,4%)   |
| Азијати           | 263 (0,5%)     | 639 (0,9%)     |
| Хиспаноамериканци | 873 (1,5%)     | 2.380 (3,2%)   |
| Укупно            | 57.663         | 73.314         |